# Marginelloninae
Marginelloninae is een onderfamilie van weekdieren uit de klasse van de Gastropoda (slakken).

## Geslachten
- Afrivoluta Tomlin, 1947
- Marginellona Martens, 1904
- Tateshia Kosuge, 1986